# 浪潮哥德聚

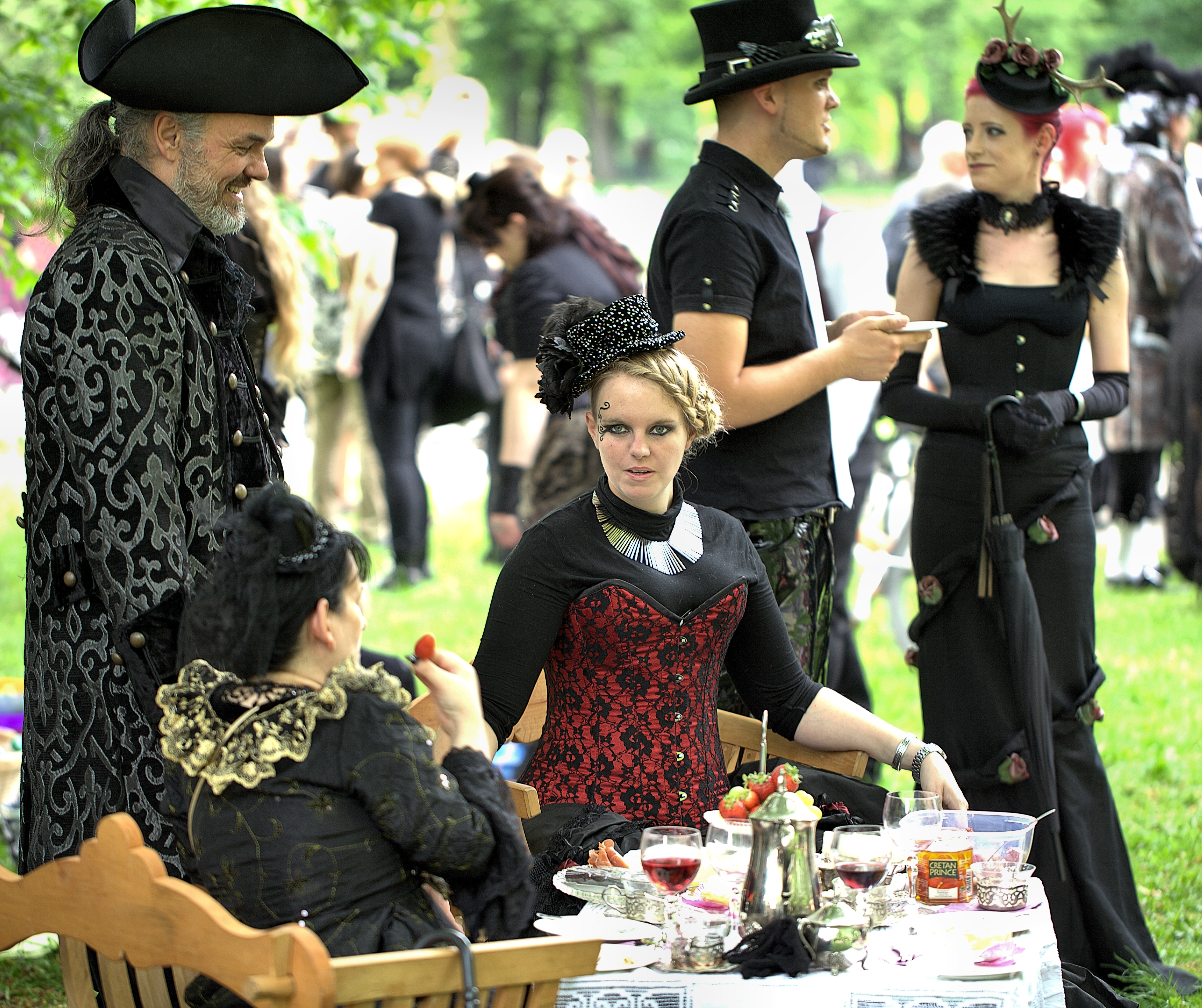
2013年參加維多利亞野餐的人們。

浪潮哥德聚（德語：Wave-Gotik-Treffen，縮寫 WGT）是每年五旬節連假在德國萊比錫舉辦的音樂及文化節。該聚會始於1992年，是世界上最大的黑暗文化（包括黑暗浪潮和哥德次文化）主題聚會，在2017年有約兩萬一千人參加。另一個類似規模的另類搖滾及黑暗浪潮的音樂節是在希爾德斯海姆的美拉露娜音樂節。

## 活動概述
官方活動開始於五旬節之前的週五，不過一些非官方的活動會在週四就開始，連續四天到週一晚上（該週一在德國是國定假日白色星期一）。
活動內容包括大量的樂團表演，以及藝術展、博物館、影劇、夜店舞會、簽書會、古典音樂會、中世紀市集、維多利亞野餐、教堂導覽、墓園導覽等等。
只賣四天的合票，可以網路預購，在主會場更換成手環後入場。憑手環可以在這四天無限搭萊比錫的大眾運輸。另外還有露營票，允許使用主展場旁邊的露營區。

### 地點

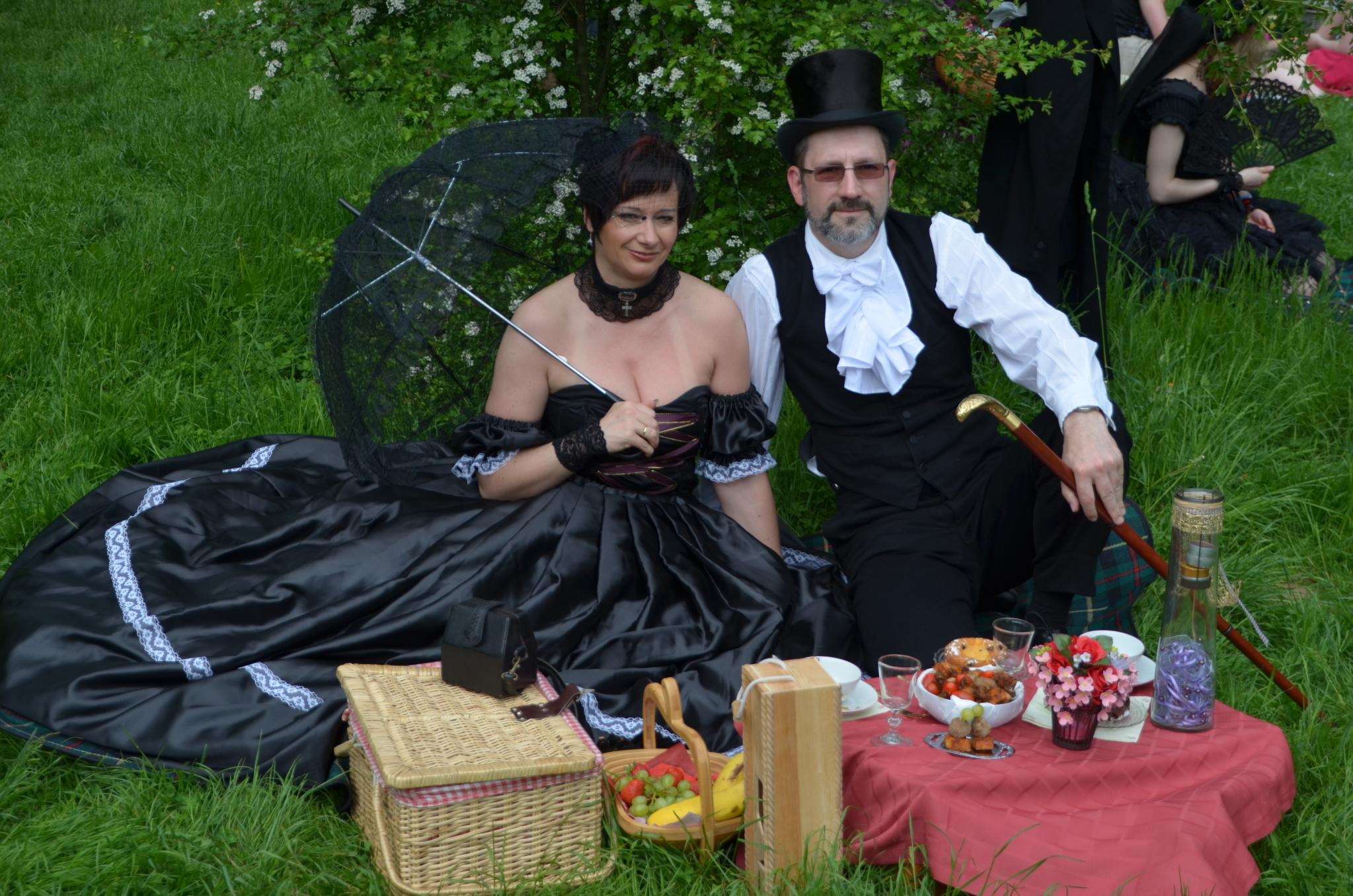
2013年參加維多利亞野餐的與會者

有別與一般的文化節，浪潮哥德節是分散在萊比錫全市各處。憑手環入場。
現今的主展場位在萊比錫農展場（agra Messegelände），分成兩邊，一邊是專賣各種黑暗風格商品的市集，另一邊是樂團表演區。在外圍是露營地。在主展場旁的多里茨門房（Torhaus Dölitz）有一區異教村（heidnische Dorf），裡面販賣各種黑暗及中世紀風格的商品，並且有露天表演台。市中心的莫里茨棱堡在白天時，屋頂上有個市集，晚上則有舞池。其他經常或曾經用來舉辦活動的場地包括萊比錫布商大廈、聖彼得教堂、民族大會戰紀念碑、以及許多沙龍廳、澡堂、劇院、俱樂部等等。

### 樂團

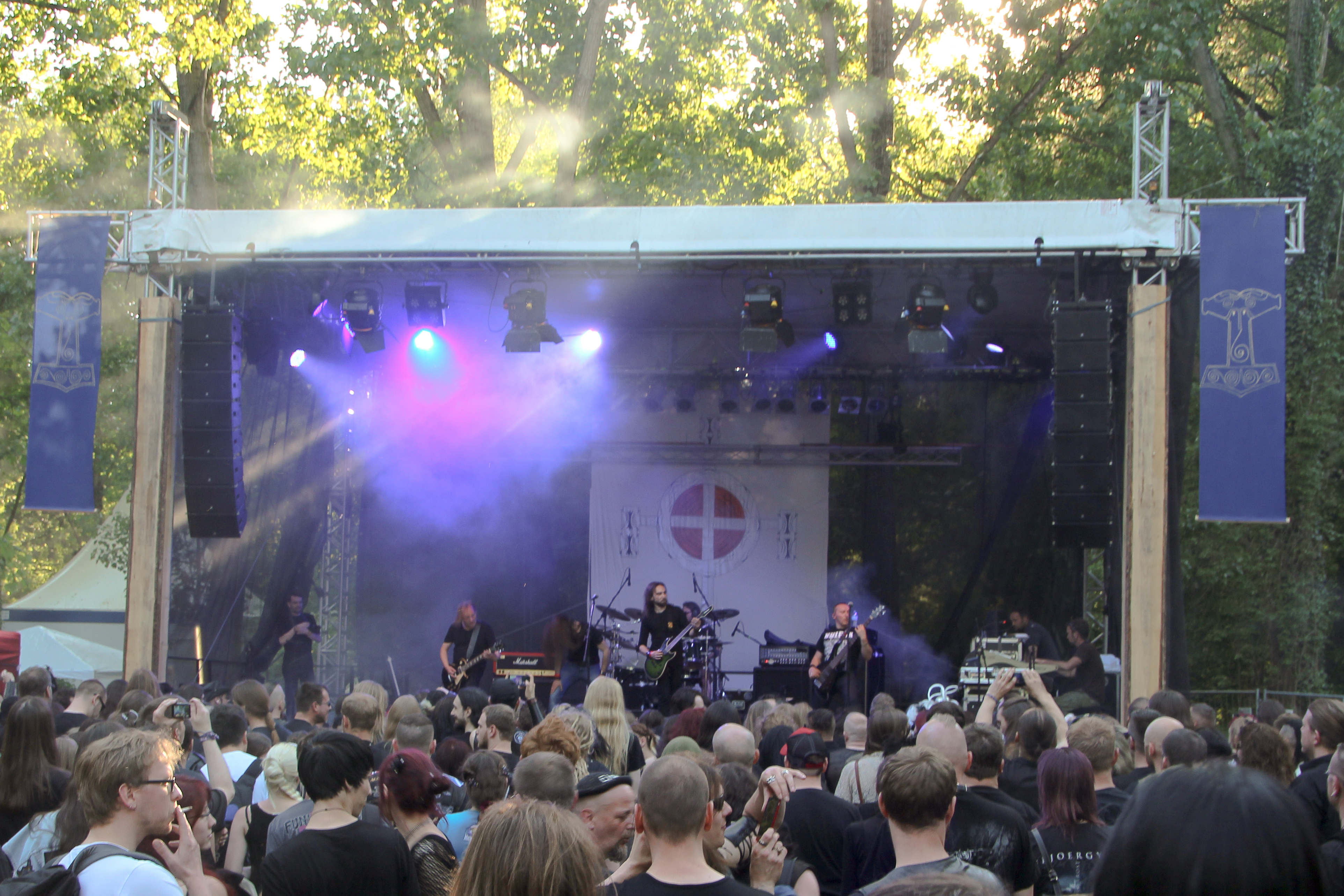
2013年Fjoergyn的表演

活動包括上百個樂團表演，分散在萊比錫全城各處，大多屬於哥德、工業搖滾、黑暗浪潮、重金屬、NDH、民謠搖滾或後龐克等風格。此活動特別鼓勵小眾的樂團來參演。在浪潮哥德節演出的樂團數量並不固定，最初1992年只有8個，2000年成長到接近350個，目前（2019年）大約是兩百個，四天的時間同時在全城各處演出。

### 與會者
與會者囊括整個黑暗文化的各種次分類及延伸，包括哥德次文化、電子樂、新民謠、BDSM、戀物次文化、龐克、重金屬、中世紀重現、電子哥德、蒸氣龐克、視覺系等等。

## 歷史

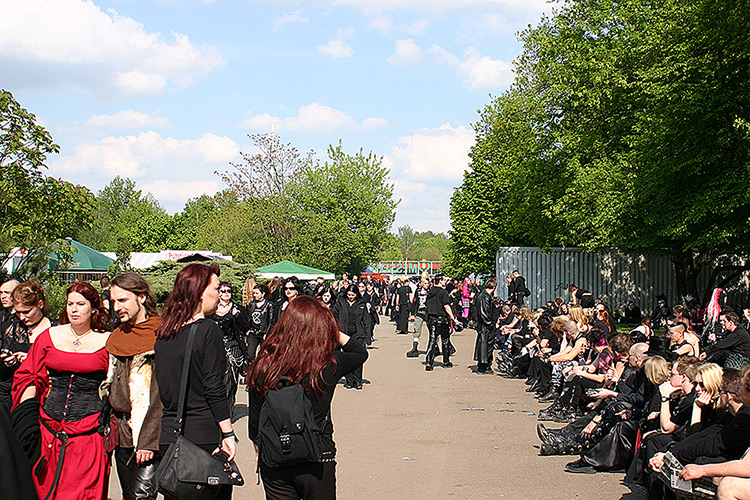
2005年的步行區

浪潮哥德節的前身是 1988 年 20 個人在波茨坦的貝爾維德宮（Belvedere auf dem Pfingstberg）慶祝沃普爾吉斯之夜，後來來了約 150 個黑暗文化的人，被當時的東德警察制止，當局認為這些次文化會影響政權穩定。到兩德統一後，第一場正式公開的浪潮哥德節在 1992 年舉辦於萊比錫，參加人數有約兩千人。第一屆演出的八個樂團是：Age of Heaven、Das Ich、Ghosting、Goethes Erben、Love like Blood、Sweet William、Templar、以及The Eternal Afflict。
一開始這個音樂節的原文名稱是 Wave-Gothic-Treffen，「哥德」一詞用英文寫成，到 1996 年才改成現在用的德文 Gotik。
自1990年代之初，參加浪潮哥德節的人和樂團數就年年成長，因此找了更多的場地，同時也增加了電影和簽書會等活動。同時，因為黑暗文化的德國樂團有限，活動也開始延伸到其他和黑暗文化互有影響的樂派，特別是重金屬。越來越多的重金屬樂迷參加活動，讓一些資深參與者認為浪潮哥德節失去了原初的精神，但另一些參與者認為這是黑暗文化仍持續在發展演變的證明。
2000 年活動進行到第二天時主辦方因不明原因宣布破產，有些樂團沒有出現，安全人員也都消失。有些樂團決定免費演出，與會者也很快地組織起安檢工作，沒有發生暴動。當時很多人認為那會是最後一場浪潮哥德節。
隔年的浪潮哥德節有了新的主辦方，並且和萊比錫市政府合作，成為官方的文化活動，並在觀光手冊中提及。萊比錫的一些公立博物館也和浪潮哥德節合作，提供特展或免費參觀。
一直到2007年以前浪潮哥德節都會出一張綜合的CD專輯，收錄來參加的樂團的歌。
此活動現在的主辦方是肯尼茲的「中德聚會及慶典有限公司（Treffen & Festspielgesellschaft für Mitteldeutschland mbH）。

## 批評
有些反法運動團體認為浪潮哥德聚是個極右派的集會，在 2007 年曾在活動中滋事，他們批評活動中出現的一些類似納粹的親衛隊或德意志國防軍的制服，以及一個贊助的極右派出版商VAWS。主辦方稱這是沒有政治立場的活動，同時也沒有和右派切割。2009年的露營區入場票上出現了黑太陽標誌，這個標誌雖然也被撒旦崇拜者使用，但最初是源自納粹高官海因里希·希姆萊。
有些參加活動的人認為各種不同風格的參與者太過多元，偏離了原本黑暗次文化的主題。也有人認為活動自1990年代之後就變得太龐大、商業、缺少人情味。但也有些人希望活動繼續成長、納入更多不同的音樂風格。

## 圖像

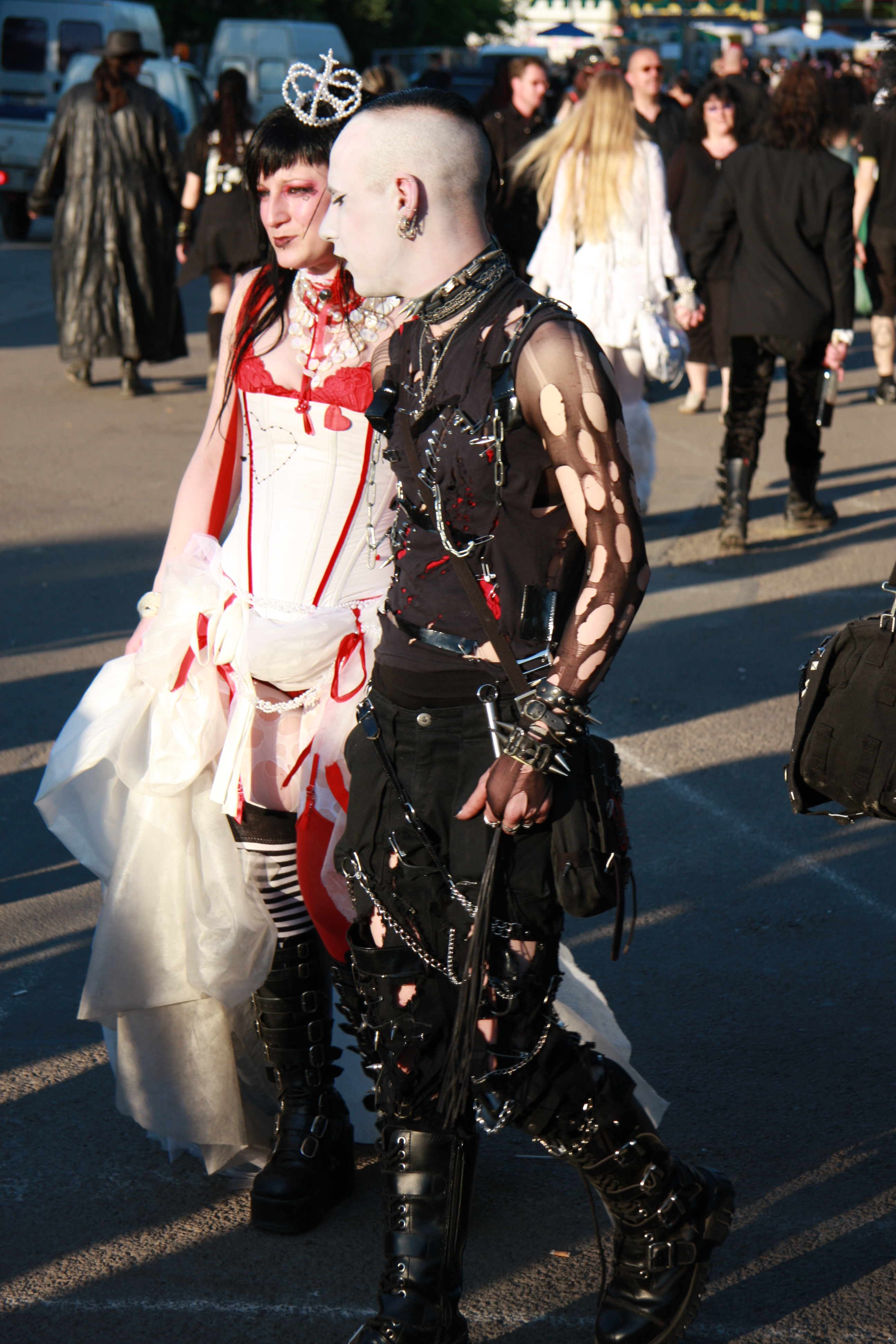
2008 年的兩名與會者
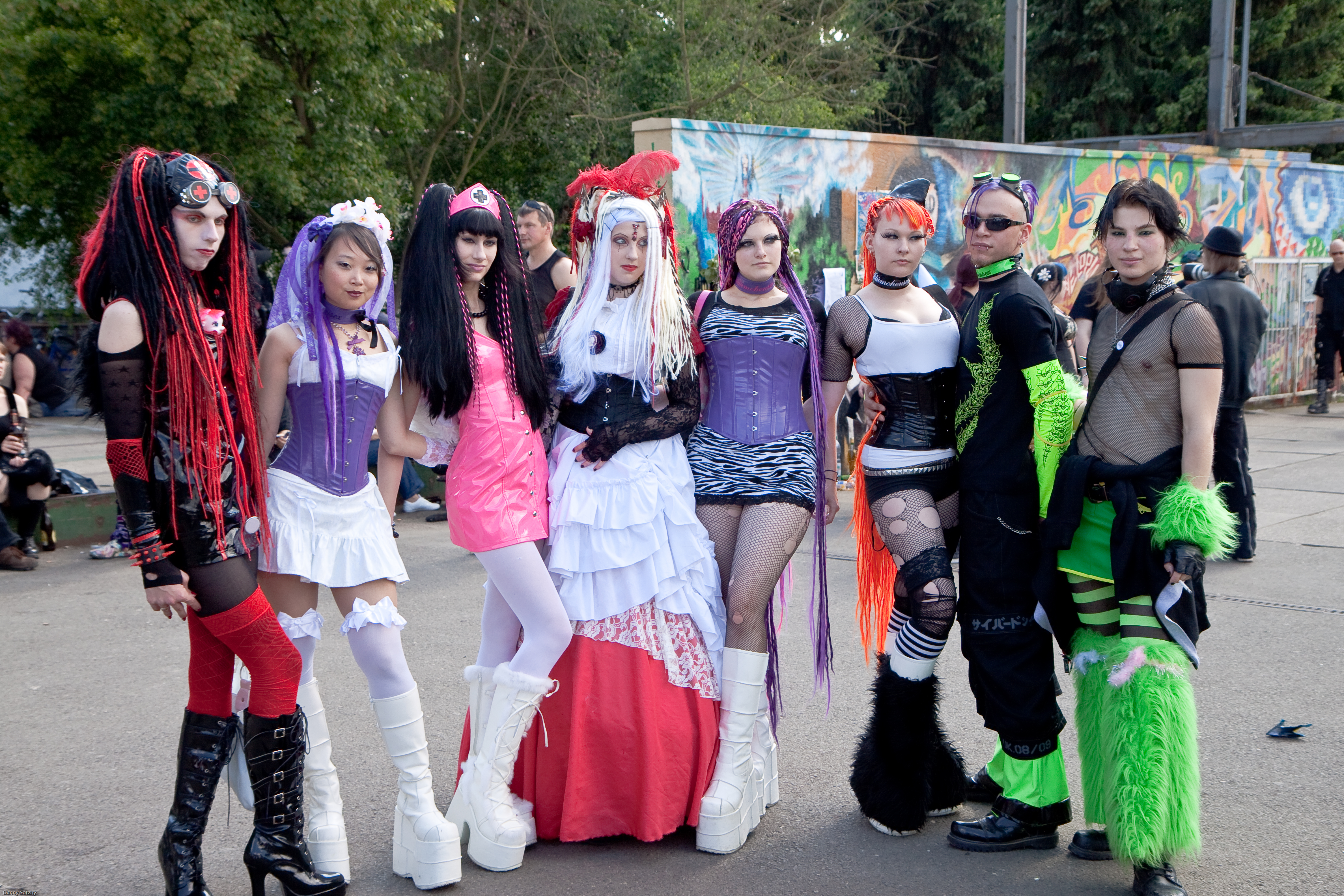
2009 年的一群電子哥德（Cybergoth）
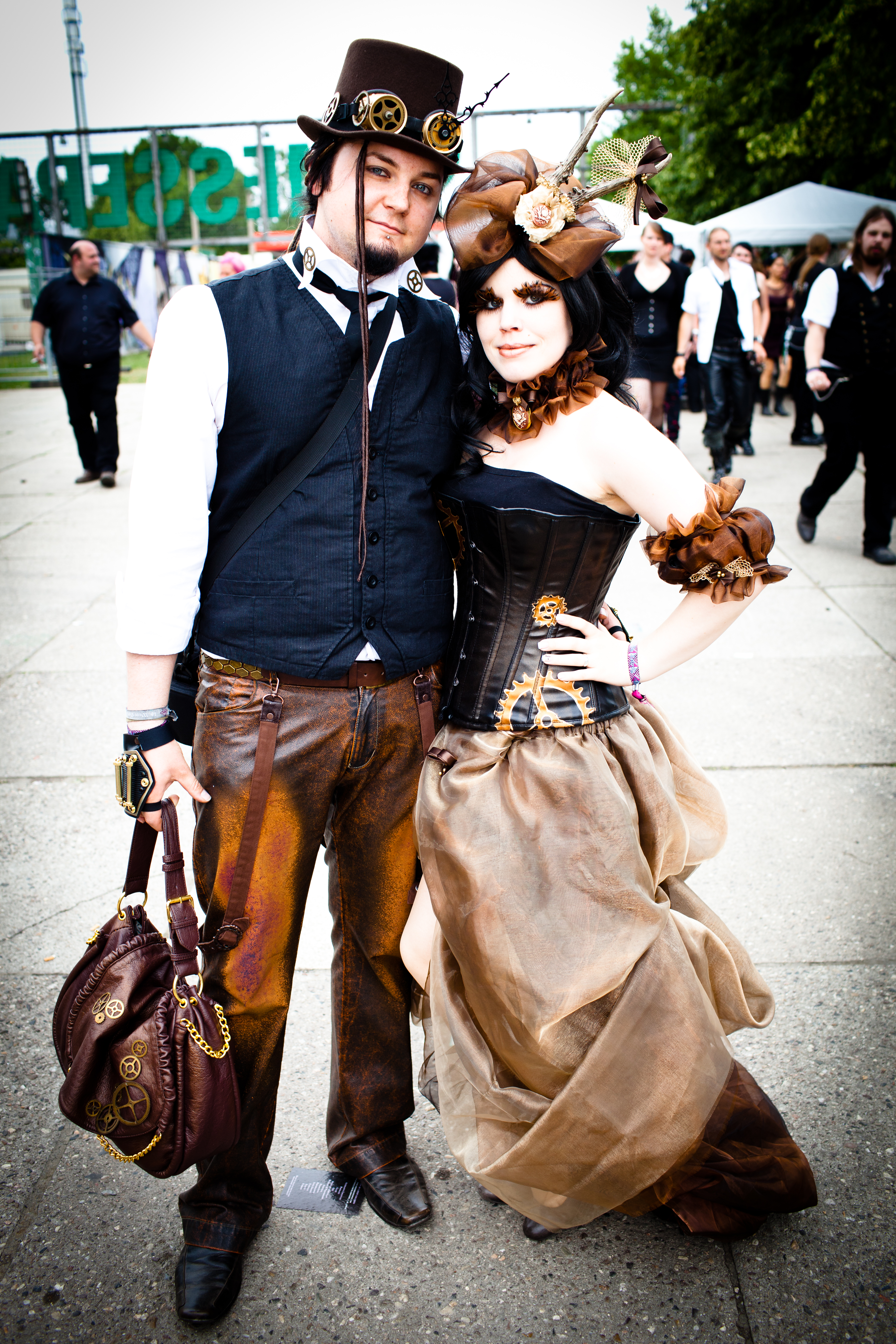
2011 年的兩名蒸氣龐克
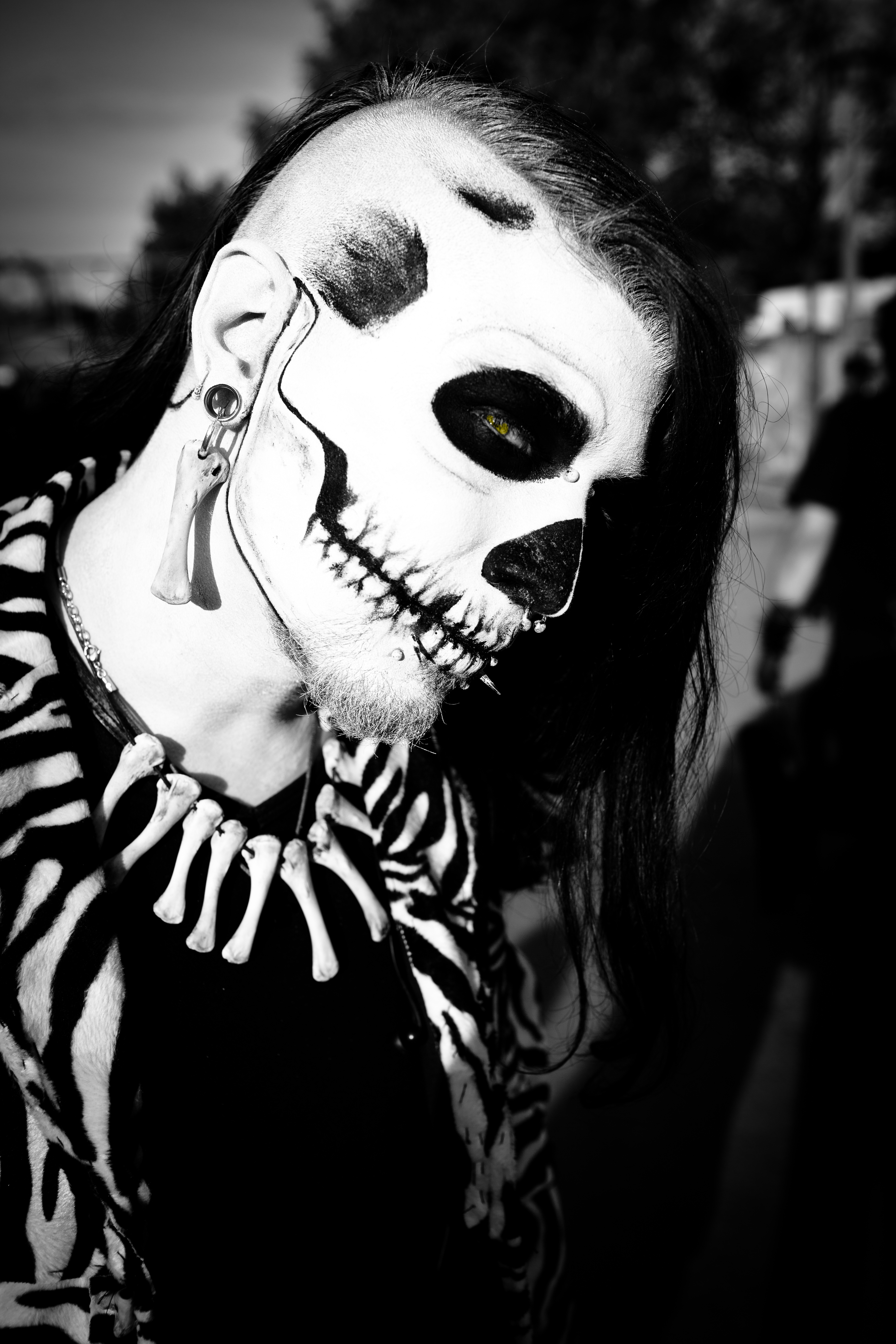
2011 年一名恐怖龐克（Horrorpunk）風格的與會者
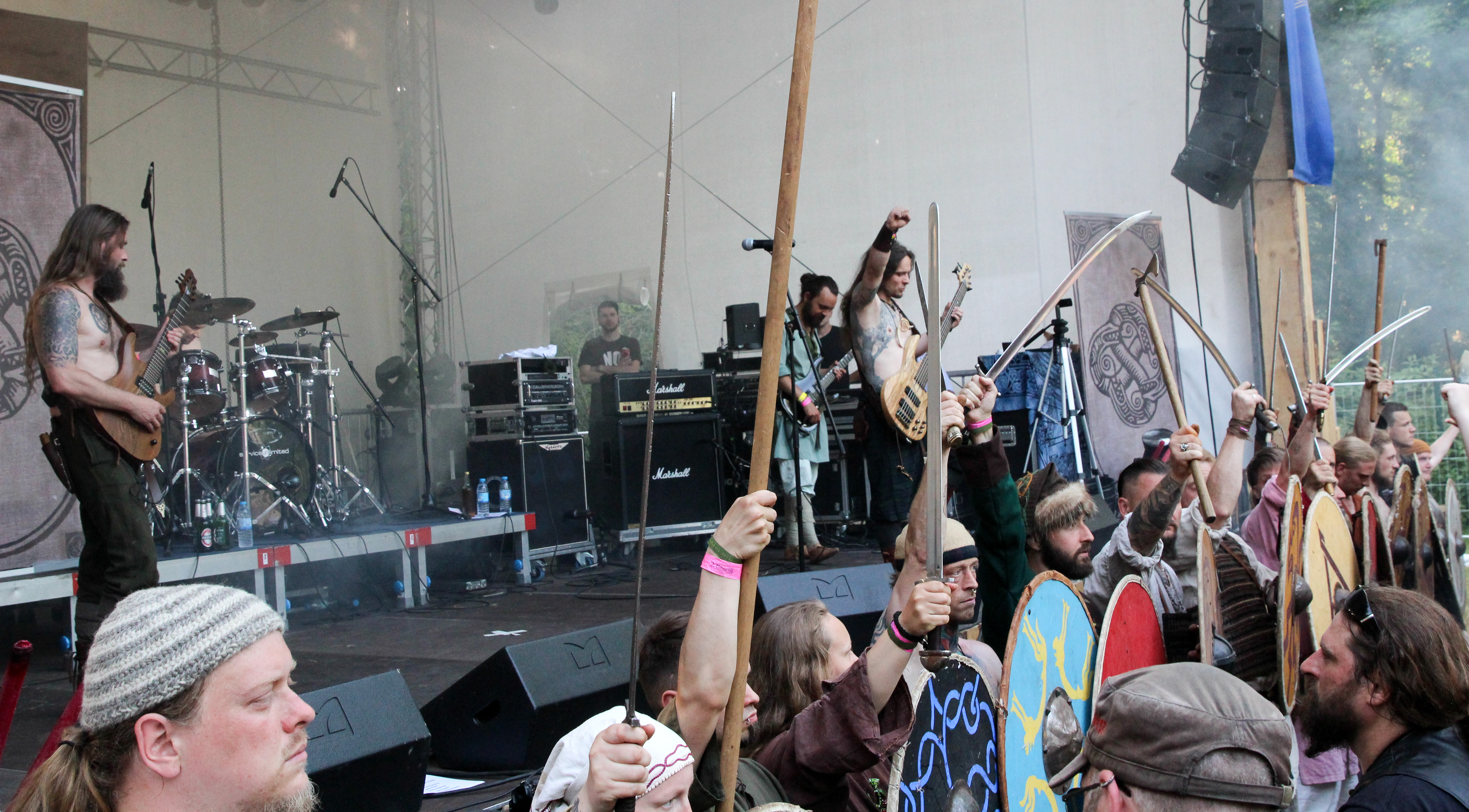
2014年在異教村表演的XIV Dark Centuries樂團
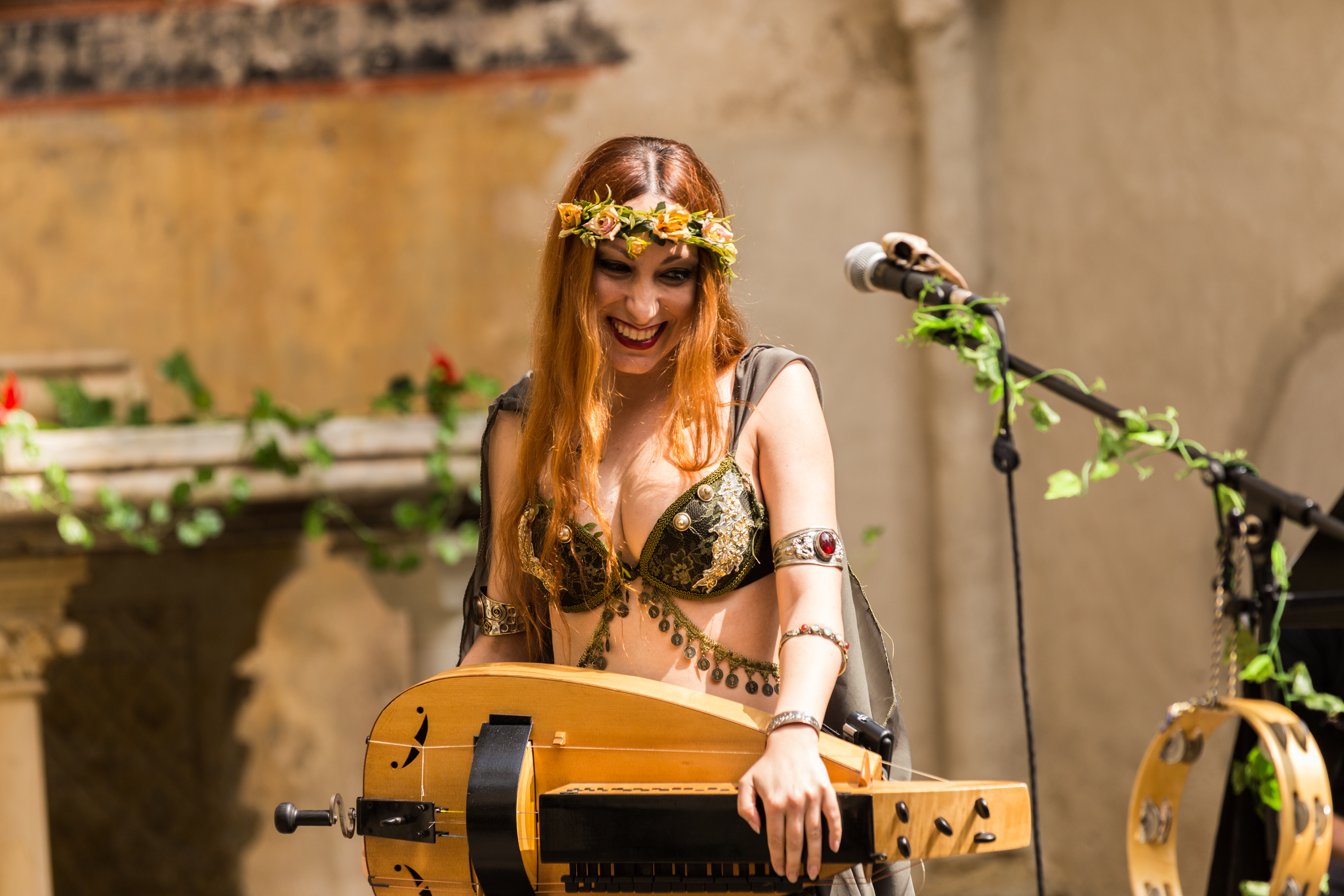
2017 年 Trobar de Morte 的表演

## 外部連結
官方网站